# Companhia Docas do Ceará
A Companhia Docas do Ceará (CDC) é uma empresa brasileira que administra o Porto de Fortaleza, atuando como Autoridade Portuária. É uma das sete companhias Docas que administram portos públicos no país por delegação do Ministério dos Transportes. Vinculada à Secretaria de Portos da Presidência da República, é constituída sob a forma de sociedade de economia mista, controlada pelo Governo Federal do Brasil e dirigida por um órgão colegiado, com quatro diretorias.
Foi criada em 1965 pelo governador Virgílio Távora, com o objetivo de incentivar a industrialização no estado e permitir o escoamento de sua produção no contexto de seu Plano de Metas Governamentais (Plameg I), que foi inspirado no plano de metas do governo do ex-presidente Juscelino Kubitschek.

## Composição acionária
Em 2015, a participação dos acionistas na companhia era a seguinte:
| Acionista                          | Percentual de ações |
| ---------------------------------- | ------------------- |
| Governo Federal do Brasil          | 99,933709748%       |
| Governo do Estado do Ceará         | 0,066235127%        |
| Prefeitura Municipal de Camocim    | 0,000011668%        |
| Prefeitura Municipal de Fortaleza  | 0,000010864%        |
| Prefeitura Municipal de Maranguape | 0,000010864%        |
| Prefeitura Municipal de Caucaia    | 0,000010864%        |
| Prefeitura Municipal de Aracati    | 0,000010864%        |